# Aplicación de las galgas extensiométricas en ingeniería civil
Las galgas extensiométricas son unos dispositivos eléctricos empleados para medir la deformación, presión, carga, torque, posición, entre otras cosas, utilizando el efecto piezorresistivo, que es la propiedad que tienen ciertos materiales de cambiar el valor nominal de su resistencia eléctrica cuando se les somete a ciertos esfuerzos.
Las galgas tienen muchas aplicaciones en la ingeniería civil, que se expondrán a continuación.

## Aplicaciones en estructuras metálicas
Las galgas extensiométricas se pueden utilizar para medir la deformación en estructuras metálicas. A continuación se ilustra una caso de aplicación de las mismas. Se construyó una cercha de acero, a la cual se le aplicó la carga mediante una cadena. Dicha carga fue aplicada por un gato hidráulico.
|  |  |  |

Los datos obtenidos por las galgas extensiométricas se envían a un sistema de adquisición de datos, que es un aparato electrónico encargado de registrar los datos.
|  |  |  |

Este procedimiento se hizo en una cercha a escala, pero de igual manera se realiza para estructuras metálicas más grandes como puentes de acero, cerchas para bodegas de gran capacidad, etc. Así puede estudiarse y definir qué capacidades pueden tener al soportar diferentes fuerzas y el diseño adecuado.

## Aplicaciones en estructuras de mampostería

### Aplicaciones en estructuras de concreto armado
Las galgas extensiométricas se utilizan en el concreto armado para estudiar el comportamiento de este material. Para esto se colocan dos placas metálicas sobre el concreto, de tal forma que se pueda adherir las galgas extensiométricas. Las propiedades de estas placas deben estudiarse con anterioridad. ya que van a estar sobre el concreto, el cual será sometido a diferentes cargas.
Las galgas extensiométricas son los instrumentos más comúnmente utilizados para la medición de tensiones, y por tanto para la determinación de esfuerzos en estructuras de concreto. Paralelamente durante los últimos diez años se han desarrollado sistemas de fibra óptica, que tienen la capacidad de proporcionar una amplia información, con el inconveniente de ser mucho menos económicos que los otros métodos, por lo que solo se utilizan en aplicaciones muy especiales.
Una galga extensiométrica toma las medidas del desplazamiento relativo entre dos soportes que se fijan a la estructura orientadas paralelamente. Estas medidas se recogen mediante una cuerda vibrante o un sensor resistivo. El medidor de deformación tiene que estar instalado con su eje paralelo a la dirección principal de la deformación y de la tensión respectiva a medir. A fin de obtener la fuerza axial y el momento de flexión de un elemento estructural, una galga tiene que instalarse paralelamente al elemento estructural y al menos otras dos galgas deben ser instaladas: una en el extradós y una segunda en el intradós.  En estructuras simples de hormigón, las galgas se incrustan en el mismo durante la fundición, mientras que en elementos de concreto armado se suelen soldar o pegar a los aceros de refuerzo.
El sensor capta la deformación electrónicamente, y entonces se puede conectar el instrumento a un sistema de adquisición de datos para registrarlos y llevar a cabo el monitoreo en tiempo real. Normalmente los medidores de deformación se hallan equipados con un sensor térmico que toma la temperatura de los alrededores durante las lecturas y calcula además la contribución de la deformación térmica en el elemento estructural.

### Precauciones durante el proceso de instalación
Precauciones a tomar durante la instalación para tener resultados confiables:
- Proteger las galgas con un escudo apropiado para evadir posibles daños durante el vaciado debido al fluido del concreto y a la vibración del mismo. Esto se puede evitar poniendo una cubierta de poliestireno alrededor de la galga si se utilizan galgas soldadas.
- Proteger los cables con tubos de PVC para evitar daños durante todo el proceso de construcción.
- Verificar el funcionamiento de cada instrumento, tomando una primera lectura antes del proceso de fundición del concreto que permita reemplazar las galgas que no estén funcionando.
- Llevar a cabo un registro de datos inmediatamente después del cableado para verificar el buen funcionamiento del sistema.[5][4]

### Proceso de calibración
Una vez instaladas las galgas, se deben calibrar éstas para obtener lecturas confiables. De este modo, ha de tenerse en cuenta que si el instrumento no está térmicamente auto-calibrado, se debe aplicar una corrección a las lecturas: el fabricante del instrumento suele determinar un procedimiento para compensar los errores de lectura por calibre térmico. Si se usan sensores resistivos, por lo general éstos son autocompensados por un sistema llamado Puente de Wheatstone.
Una vez que se mide la deformación total (corregida para errores térmicos por la galga en sí misma), deben considerarse otros elementos de la deformación del concreto, además de la deformación instantánea debida a incrementos de tensión, con el fin de tener en cuenta el comportamiento del concreto.
Por otra parte, el efecto de la variación en el módulo de Young durante el proceso de endurecimiento del concreto debe ser también considerado. Es necesario que se estimen adecuadamente todas estas contribuciones para entender de modo correcto la manera de deformarse de las estructuras hechas en concreto armado.
Se recomienda entonces hacer las siguientes suposiciones en el momento de llevar a cabo las calibraciones y conversiones correspondientes:
- Existe una perfecta unión de las barras de acero con el concreto circundante.
- El concreto es linealmente elástico, pero con la resistencia a tracción promedio del hormigón.
- La distribución de la deformación es lineal dentro de la sección revisada (según la teoría clásica de la viga). Euler–Bernoulli beam theory[6]
- La variación del módulo de Young con el tiempo, los coeficientes de fluencia y la deformación por tracción siguen las reglas propuestas en el Código CEB-FIB Modelo 1990 (Comité Euro-International du Béton [CEB], 1991). https://web.archive.org/web/20060426225942/http://www.fib-international.org/.
- La sección transversal monitoreada está sometida a una fuerza axial, y a un momento flector alrededor de un eje perpendicular a la línea virtual que pasa por las dos galgas.

## Aplicaciones en ingeniería geotécnica

### Aplicaciones en ingeniería de pavimentos
Los pavimentos están constituidos por una cierta cantidad de elementos o materiales que permiten darle estabilidad y rigidez a un suelo (este suelo en algunos casos en natural y en otros puede ser una simple nivelación). La idea de usar pavimentos es lograr aumentar la resistencia en los suelos y así poderles dar una funcionalidad mayor, mejorando el desplazamiento tanto de vehículos como de personas.
La base de un buen pavimento consiste en la rigidez o resistencia que presente el material de construcción del mismo. Algunos materiales como el hormigón o las mezclas asfálticas son ideales para su desarrollo, ya que estas mezclas tienen en su contenido una cantidad importante de material rocoso que es resistente por naturaleza.
Las galgas extensiometricas son utilizadas para medir deformaciones en ensayos con todo tipo de materiales, los cuales arrojan unos resultados que permiten desarrollar o mejorar dichos materiales, o llevar a cabo métodos para que las construcciones sean más resistentes y duraderas.
Las galgas extensiometricas son fabricadas a base de papel aluminio o un cable muy fino en forma de rejilla. Esta forma de rejilla se diseña con la intención de abarcar al máximo el material al cual será sujeto o adherido para el ensayo a desarrollar. Sin embargo, hay que aclarar que esta rejilla está sujeta a un fino respaldo, el cual se pega directamente sobre o bajo la pieza a medir y es así como los esfuerzos aplicados sobre la pieza son transferidos directamente a las bandas, las cuales son sensibles a los cambios de resistencia eléctrica.E
Una vez medidas las deformaciones mediante las galgas, éstas envían sus resultados a un monitor, que puede programarse previamente para determinar una cantidad específica de datos sujetos al tiempo de ensayo o a la intensidad de la aplicación de la fuerza sobre la pieza de ensayo.
El uso de galgas extensiométricas en pavimentos consiste en instalarlas sobre o bajo los pavimentos para determinar el deterioro del pavimento a través de los años debido a impactos generados por el paso constante de vehículos, personas u otros objetos. Así se obtiene una base de datos sobre el impacto y deterioro que se genera con el paso continuo de personas u objetos, por ejemplo, cuando las vías son muy utilizadas y precisan reparaciones constantes. Con este método será posible desarrollar teorías que pueden evaluar los daños a través del tiempo y mejorar la calidad de las nuevas estructuras o de las reparaciones de las mismas para que tengan una vida útil mayor.
Existen casos en los que el uso de las galgas extensiométricas y sus resultados se compararon con resultados obtenidos matemáticamente provenientes del desarrollo de métodos basados en métodos numéricos o elementos finitos, que son mucho más complejos y elaborados. Sin embargo, se comprobó que los resultados obtenidos de forma matemática y experimental no varían mucho. Esto puede interpretarse como algo bueno y práctico, ya que no siempre será necesario desarrollar complejos métodos matemáticos en los que hay que tener cierta cantidad de suposiciones para lograr resultados que se determinan de forma experimental y con un nivel de confianza en los resultados similar a los conseguidos al hacerse mediante solo métodos matemáticos.